# Anelaphus asperus
Anelaphus asperus es una especie de escarabajo longicornio del género Anelaphus, categorizada en la tribu Elaphidiini, de la subfamilia Cerambycinae.
Mide 9-11 mm de longitud. El período de vuelo para ejemplares adultos se presenta durante los meses de abril y mayo.
Existen varios ejemplares de la especie en el museo Nacional de Historia Natural de los Estados Unidos, en National Mall y en el Essig Museum of Entomology de la Universidad de California.

## Taxonomía
Se atribuye su descripción a Knull que la nombró por primera vez en 1962. La especie aparece registrada en la sección Three new species of long-horned beetles from southern Texas with a key to the genus Obrium (Coleoptera: Cerambycidae) de The Ohio Journal of Science, 62 (2): 105–107, publicada en 1962 por Knull Josef Nissley.

## Distribución
Se distribuye por América del Norte, en los Estados Unidos.